# Cyparium newtoni
Cyparium newtoni (лат.) — вид жуков-челновидок (Scaphidiinae) рода Cyparium из семейства жуков-стафилинид. Бразилия.

## Описание
Мелкие жесткокрылые: длина тела от 2,0 до 2,3 мм. От близких видов отличаются следующими признаками: переднеспинка красновато-коричневая, надкрылья чёрные; гипомерон с бороздчатой микроскульптурой, метавентрит гладкий; над межтазовыми пластинками поверхность в грубой пунктировке. Межтазовые пластинки гладкие. Вершина VIII тергита у самцов прямая. Эдеагусные отверстия сверху узкие, образуют тупой угол. Внутренний мешок с пластинчатым склеритом. Тергит VIII у самок без апикальной инвагинации. Блестящие, коричневато-чёрные. Надкрылья покрывают все сегменты брюшка, кроме нескольких последних. Формула члеников лапок: 5—5—5. Микофаги, собраны на грибах Псатирелла Кандолля, Psathyrella sp., виды рода Шампиньон, A. dulcidulus, A. sylvaticus и Энтолома.

## Таксономия и этимология
Вид был впервые описан в 2022 году и назван в честь американского энтомолога Альфреда Френсиса Ньютона (Field Museum, Чикаго, США) за его крупный вклад в изучение жуков-челновидок Scaphidiinae и Staphylinidae.